# Natriummanganat

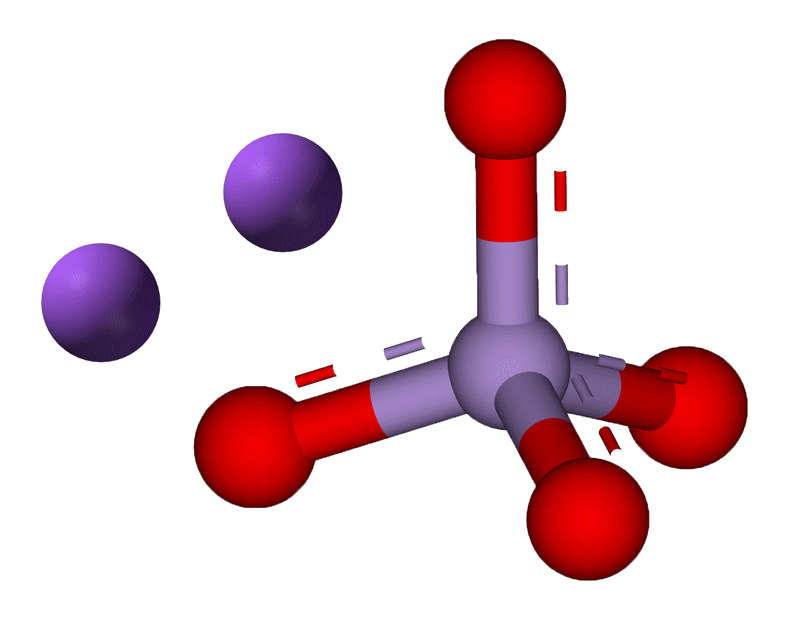

Natriummanganat, Na2MnO4, är ett salt av natrium och mangansyra. Natriummanganat är mycket likt kaliummanganat men framställs istället med natriumhydroxid och ett oxiderande natriumsalt.